# J. L. B. Motor Car Company
J. L. B. Motor Car Company war ein US-amerikanischer Hersteller von Automobilen.

## Unternehmensgeschichte
Das Unternehmen wurde 1915 in Dayton in Ohio gegründet. Es übernahm den Vorrat der aufgelösten Dayton Electric Car Company. 1915 entstanden aus vorhandenen Teilen einige Automobile. Der Markenname lautete JLB. Im gleichen Jahr endete die Produktion. Außerdem lieferte das Unternehmen Ersatzteile für Dayton-Fahrzeuge.

## Fahrzeuge
Im Angebot standen ausschließlich Elektroautos.